# یوآنا لیشوفسکا
یوآنا لیشوفسکا (لهستانی: Joanna Liszowska؛ زادهٔ ۱۲ دسامبر ۱۹۷۸) بازیگر، خواننده، مدل و سلبریتی اهل لهستان است. وی دانش‌آموختهٔ آکادمی ملی هنرهای نمایشی آ.س.ت. در کراکوف است.
از فیلم‌ها یا مجموعه‌های تلویزیونی که وی در آن‌ها نقش داشته‌است، می‌توان به ترفندها، در خوشی و سختی، تنها عشق، ورای تخت جراحی، سال‌های شیرین، کارآگاهان جنایی، قانون حقیقی، در خیابان سپولنی و دوستان اشاره نمود.